# Maresciallo aiutante

Distintivo da braccio (solo sinistro) per "comandante di stazione".
NB:
Possono diventare "comandante di stazione" anche semplici marescialli vincitori di concorso interno, e quindi con diversi anni di servizio alle spalle dal grado di maresciallo capo in su.
Non possono diventare "comandante di stazione" i marescialli usciti di prima nomina dalla scuola triennale allievi marescialli.

Il grado militare di maresciallo aiutante, o anche maresciallo maggiore aiutante, è stato il grado più alto della gerarchia dei sottufficiali dell'Esercito Italiano, dell'Aeronautica Militare, dell'Arma dei Carabinieri e della Guardia di Finanza.

## Oggi
Il grado è costituito da tre binari bordati di rosso.
Nell'Arma dei Carabinieri, il maresciallo aiutante ha avuto la qualifica di sostituto ufficiale di pubblica sicurezza (s.u.p.s.), qualifica non attribuita al parigrado della Guardia di Finanza. Dal punto di vista "uniformologico" da questo grado in su i carabinieri perdono la classica "striscia rossa" dei pantaloni utilizzata dai sottufficiali dell'Arma.
Il grado è stato sostituito dal febbraio 2001 attraverso vari provvedimenti di legge:
- Forze armate: decreto legislativo del 28 febbraio 2001, n. 82 - «Disposizioni integrative e correttive del decreto legislativo 12 maggio 1995, n. 196, in materia di riordino dei ruoli, modifica alle norme di reclutamento, stato ed avanzamento del personale non direttivo delle Forze Armate»;[2]
- Arma dei Carabinieri: decreto legislativo del 28 febbraio 2001, n. 83 - «Disposizioni integrative e correttive del decreto legislativo 12 maggio 1995, n. 198, in materia di riordino dei ruoli, modifica alle norme di reclutamento, stato ed avanzamento del personale non direttivo e non dirigente dell'Arma dei carabinieri»;[3]
- Guardia di Finanza: decreto legislativo del 28 febbraio 2001, n. 67 - «Disposizioni integrative e correttive del decreto legislativo 12 maggio 1995, n. 199, in materia di nuovo inquadramento del personale non direttivo e non dirigente del Corpo della Guardia di finanza».[4]

Specialità nel grado è divenuta la qualifica di luogotenente, che prevede un distintivo con l'aggiunta di una stelletta dorata bordata di rosso.
Il grado di maresciallo aiutante è sostituito dai gradi di:
- primo maresciallo dell'Esercito Italiano;
- primo maresciallo della Marina Militare;
- primo maresciallo dell'Aeronautica Militare;
- maresciallo aiutante s.u.p.s.  dell'Arma dei Carabinieri.

Nella Guardia di Finanza la denominazione di maresciallo aiutante è rimasta invariata.
Nel 2017 in seguito al riordino delle carriere dei sottufficiali delle forze armate italiane è stato reintrodotto il grado di maresciallo maggiore e nell'Arma dei Carabinieri il grado di maresciallo aiutante s.u.p.s. è stato sostituito dal grado di maresciallo maggiore.
È inoltre giuridicamente possibile equiparare il grado di maresciallo aiutante a quello di ispettore superiore s.u.p.s. della Polizia di Stato.

Distintivo di primo maresciallo per controspallina dell'Esercito Italiano
Distintivo di primo maresciallo per controspallina della Marina Militare
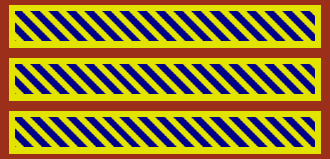
Distintivo di primo maresciallo per controspallina dell'Aeronautica Militare
Distintivo di maresciallo aiutante per controspallina dell'Arma dei Carabinieri
Distintivo di maresciallo aiutante per controspallina della Guardia di Finanza

## Comparazione con le qualifiche dei corpi ad ordinamento civile

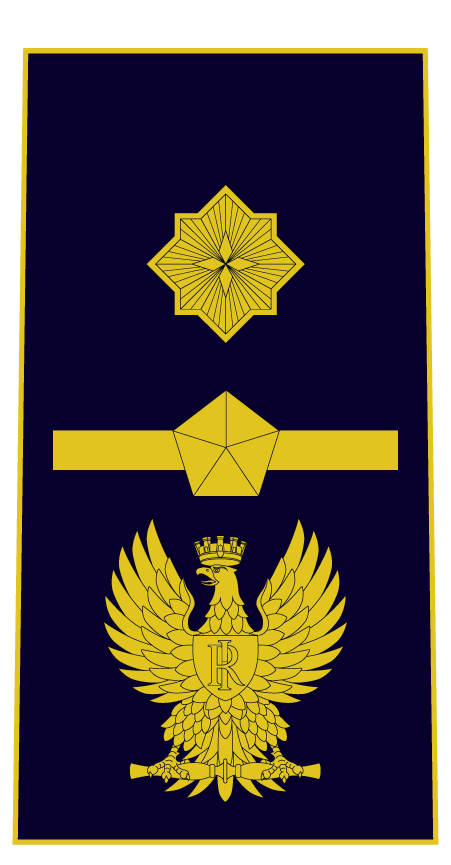
Distintivo di qualifica su controspallina di ispettore superiore sostituto ufficiale di pubblica sicurezza della Polizia di Stato.
Distintivo di qualifica su controspallina di ispettore superiore del Corpo di polizia penitenziaria.
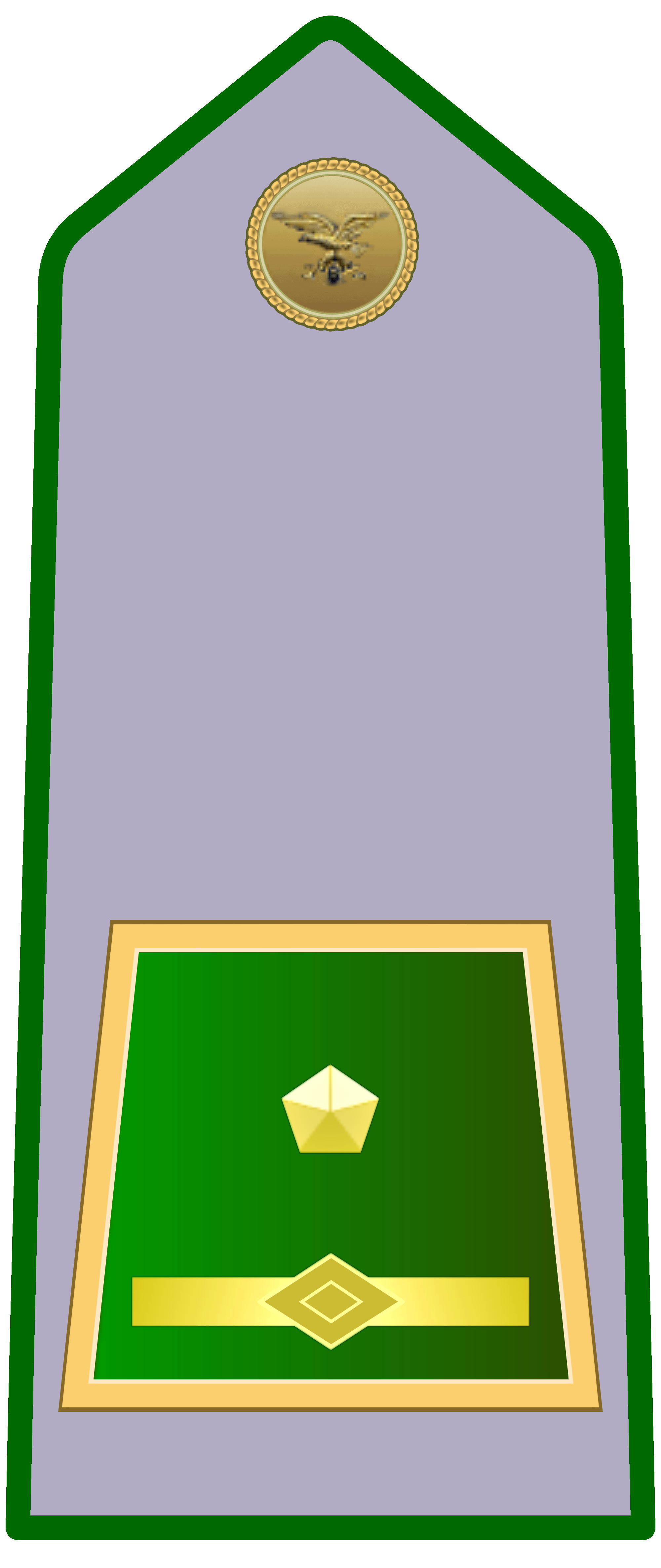
Distintivo di qualifica su controspallina di ispettore superiore del Corpo forestale dello Stato.
Sostituto direttore antincendi del Corpo nazionale dei vigili del fuoco